# Gustav Wiederkehr
Gustav Wiederkehr (Berna, 2 ottobre 1905 – Berna, 7 luglio 1972) è stato un dirigente sportivo svizzero.
La sua ascesa iniziò con il Zurigo.
Fu il secondo presidente della UEFA dal 1962 al 1972, anno in cui gli succedette Sándor Barcs come presidente ad interim, per poi lasciare il posto ad Artemio Franchi.